# Mërgim Mavraj
Mërgim Mavraj (ur. 9 czerwca 1986 w Hanau) – albański piłkarz występujący na pozycji obrońcy. Od 2014 jest zawodnikiem 1. FC Köln.

## Kariera
Seniorską karierę rozpoczął w 2005 roku w klubie SV Darmstadt 98 z rozgrywek Regionalliga Süd. W lipcu 2007 roku odszedł za około 350 tysięcy euro do VfL Bochum. W rozgrywkach Bundesligi zadebiutował 10 maja 2008 roku w meczu przeciwko Karlsruher SC (3:1). Pierwszego ligowego gola zdobył dokładnie tydzień później w spotkaniu z Hansą Rostock (1:2). W styczniu 2011 roku został piłkarzem ówczesnego drugoligowca, SpVgg Greuther Fürth. Latem 2014 przeszedł do 1. FC Köln.
W 2007 roku zagrał w dwóch meczach niemieckiej kadry młodzieżowej. W 2012 roku zdecydował się na reprezentowanie kraju swojego pochodzenia, Albanii.